# Nakło Wąskotorowe
Nakło Wąskotorowe – dawna wąskotorowa stacja kolejowa Bydgosko-Wyrzyskich Kolei Dojazdowych w Nakle nad Notecią, w gminie Nakło nad Notecią, w Powiecie nakielskim, w województwie kujawsko-pomorskim. Została oddana do użytku w dniu 20 lipca 1895 roku razem z linią kolejową od tej stacji do stacji Kasprowo. Linia została zamknięta dla ruchu pasażerskiego w 1991 roku, a dla ruchu towarowego w 1994 roku.